# دایمی پرنیا
دایمی پرنیا (اسپانیایی: Daimí Pernía‎؛ زادهٔ ۲۷ دسامبر ۱۹۷۶) دونده اهل کوبا بود.
وی در مسابقات کشوری و بین‌المللی در مجموع برندهٔ ۲ مدال طلا، ۱ مدال نقره، ۱ مدال برنز شده‌است.